# Jean-Gilles Malliarakis
Pour les articles homonymes, voir Malliarakis.
Jean-Gilles Malliarakis, né le 22 juin 1944 à Paris, est un éditeur et blogueur politique français, ancien militant nationaliste.
Il a été l'animateur de plusieurs groupes se réclamant de la tendance solidariste et du nationalisme révolutionnaire, puis a évolué vers le libéralisme économique. Longtemps propriétaire de la maison d'édition La Librairie française, il publie des livres sous le label Éditions du Trident. Il a également été animateur à Radio Courtoisie.

## Biographie

### Famille et formation
Il est le fils du peintre grec Mayo.
Il est élève à l'Institut d'études politiques de Paris, dont il sort diplômé en 1970. Il obtient aussi un diplôme d'études supérieures en sciences économiques, en 1974, sur le thème « Les Grands magasins et l'urbanisation de Paris, 1852-1914 ».
Chrétien orthodoxe, il a dirigé le Bulletin de la Crypte — émanation de la paroisse de la Sainte-Trinité — jusqu'en 2011.

### Engagement
Jean-Gilles Malliarakis, dont le père est un ami de Jacques Prévert et d'Albert Camus, grandit dans un milieu qui ne le prédispose pas à choisir le camp du nationalisme plutôt qu'un autre. Il dit avoir connu un « déclic » en assistant dans son adolescence à la pièce Les Possédés, adaptée par Albert Camus du roman de Dostoïevski. Après la guerre d'Indochine, et alors que la guerre d'Algérie s'intensifie, il est amené à rompre avec le « fait révolutionnaire » et se considère, à seize ans, comme un anticommuniste « radical ». Il commence alors à fréquenter les groupes d'extrême droite.
Après avoir côtoyé les milieux de l'Action française, il se rapproche de Jeune Nation et de la Cité catholique sans réellement s'y engager, et participe en 1962 aux réseaux d'entraide aux réfugiés d'Algérie. Il s'éloigne ensuite de l'Action française qu'il juge « vieillotte » et côtoie les dissidents de la Fédération des étudiants nationalistes menés par Alain Robert. En mai 1964, il adhère à Occident. Entré à l'IEP de Paris, il se charge, avec Gérard Longuet, d'y développer l'influence des nationalistes. En « rupture de ban » avec Occident dès 1966, il en est officiellement exclu en décembre 1967, en même temps que Patrick Devedjian et François Duprat.
Il contribue aux premiers numéros du journal Le Soleil, dirigé par Pierre Sidos, puis s'éloigne de ce dernier pour animer ses propres groupes. Il crée d'abord le « Cercle Capitaine Moureau » (du nom d'un officier français assassiné par des indépendantistes marocains). Puis il fonde à l'IEP de Paris « Positions nouvelles » — rebaptisé « Action nationaliste » — qui compte une trentaine de militants. Malliarakis, dont le groupe est classé comme fascisant, se signale en organisant en 1969 à Science-Po une réunion pour commémorer la fondation du premier Faisceau italien de combat. Le 2 mai 1969, il participe avec le GUD à un commando qui pénètre au lycée Louis-le-Grand pour y dénoncer et affronter les militants d'extrême gauche : l'affaire tourne mal et l'un des gauchistes, un étudiant d'hypokhâgne, a la main arrachée par une grenade artisanale. Jean-Gilles Malliarakis, assommé lors de l'affrontement, est appréhendé sur les lieux par la police. Mis en détention provisoire, il est libéré le 27 mai. L'affaire provoque aussi l'arrestation de Roger Holeindre, président des Jeunesses patriotes et sociales dont Malliarakis aurait été membre.
Jean-Gilles Malliarakis participe ensuite au lancement d'Ordre nouveau, et prend la parole lors de l'assemblée du groupe à la Mutualité en mai 1970. Il quitte pendant un temps le devant de la scène, puis revient au militantisme vers le milieu des années 1970. Il achète en 1976 à Gilberte Coston, épouse de l'écrivain et éditeur antisémite Henry Coston, la librairie-maison d'éditions La Librairie française, qui constitue alors un lieu de rendez-vous des militants d'extrême droite à Paris. Ayant évolué vers des positions solidaristes et anticapitalistes, il rejoint le Groupe action jeunesse (GAJ), au moment où la mouvance solidariste est en plein éclatement. Plusieurs militants solidaristes, comme Jean-Pierre Stirbois, s'éloignent alors du GAJ pour rejoindre le Front national. Jean-Gilles Malliarakis devient en 1977 le responsable du journal du mouvement, Jeune nation solidariste. En février 1979, il transforme le GAJ en Mouvement nationaliste révolutionnaire (MNR). Tout en exprimant une certaine admiration pour Mussolini, il tient cependant à se démarquer des fascismes de l'entre-deux-guerres et tient un discours qui ne remet pas en cause la République ni le pluralisme politique. Pierre Milza le rattache plutôt à la tradition du fascisme « révolutionnaire et antibourgeois » professé par Mussolini avant son accès au pouvoir et considère que « s'il y a une paternité à lui rechercher en France, elle se situe plutôt du côté de Valois que de Doriot ». Sa ligne reste par ailleurs résolument anticommuniste. Il conserve avec les années un point de vue très critique vis-à-vis de la franc-maçonnerie.
En 1980, alors qu'il dirige le Mouvement nationaliste révolutionnaire, il est approché par des militants nationaux-révolutionnaires italiens. En effet, le mouvement Terza Posizione est alors touché par une vague de répression, qui contraint ses principaux responsables à l'exil, notamment en France et en Angleterre. À Paris, ceux-ci prennent contact avec lui. Ensemble, ils publieront le document « Terza Posizione parle! Entretien avec Roberto Fiore et Gabriele Adinolfi ». Ces militants italiens seront pour beaucoup dans la relance de la thématique de la « troisième voie », et Malliarakis décidera même de baptiser ainsi le mouvement qui succédera au MNR en 1985,.
En février 1982, il participe à la création du Regroupement nationaliste, une alliance entre son mouvement, L'Œuvre française de Pierre Sidos et l'équipe du journal Militant alors dirigé par Pierre Bousquet. Cette tentative de fédérer les petits groupes de l'extrême droite française est un échec dès 1983, mais elle lui permet d'étoffer un peu l'effectif du MNR. Il esquisse ensuite une alliance avec le Parti des forces nouvelles (PFN), et change alors le nom du MNR en Troisième Voie. Ayant fait partie des défenseurs de la Nouvelle Droite, il se rapproche également du GRECE — Guillaume Faye et Alain de Benoist s'expriment alors dans le bulletin du MNR — et cherche à fusionner son mouvement avec le PFN et le GUD. Mais les contacts avec le GRECE tournent court en raison des positions trop iranophiles de la Nouvelle Droite et les rapports entre Troisième Voie et le GUD se détériorent jusqu'à dégénérer en affrontements entre membres des deux mouvements. Jean-Gilles Malliarakis occupe en parallèle un poste au sein de la Confédération de défense des commerçants et artisans (CDCA) présidée par Christian Poucet. Il devient également animateur à Radio Courtoisie, où il participe au Libre journal de Serge de Beketch avant d'animer sa propre émission à partir du milieu des années 1990.
À la fin des années 1980, Jean-Gilles Malliarakis multiplie les contacts avec des groupes d'extrême droite européens dans le but de développer Troisième Voie. Mais à l'automne 1991, le mouvement éclate à la suite d'un conflit avec la tendance menée par Christian Bouchet. Jean-Gilles Malliarakis prend alors ses distances avec la politique active et, ayant fermé sa librairie, se consacre à des commentaires politiques et économiques, à Radio Courtoisie, et sur Internet. Via sa structure d'édition, Éditions du Trident, il propose diverses rééditions d'ouvrages orientés à droite ou à l'extrême droite, dont ceux d'auteurs comme Emmanuel Beau de Loménie, Henri Dutrait-Crozon, Augustin Cochin, l'économiste libéral Frédéric Bastiat, l'historien légitimiste Jacques Crétineau-Joly ou l'écrivain antimaçonnique A. G. Michel, ainsi que des textes liés à l'actualité. Ayant évolué vers des positions néolibérales, il rejoint dans les années 1990 le mouvement Idées Action créé par Alain Madelin.
En 1999, il signe pour s'opposer à la guerre en Serbie la pétition « Les Européens veulent la paix », lancée par le mouvement Non à la guerre.
En février 2007, en désaccord avec la nouvelle direction de Radio Courtoisie par Henry de Lesquen après le décès de Jean Ferré, il annonce à l'antenne sa décision de quitter la station jusqu'à ce que « Radio Courtoisie soit libérée ». Depuis son départ, il enregistre des émissions audio, qu'il diffuse sur le site Lumière 101, qu'il a fondé en janvier 2007. Il a par ailleurs signé un essai sur la politique fiscale axé sur la défense des contribuables. Il travaille également avec l'Institut d'histoire sociale, dont il gère le site Internet. Dans les années 2010, se présentant comme un « libéral de droite » et un « anticommuniste », il dit assumer « 95 % des choses » qu'il a écrites dans le passé et en relire certaines « avec le sourire ».

### Pseudonymes
Il a utilisé les pseudonymes « Gilles de Kassos », « Jacques de Branne » et « Jean-Werner Hartmann ».

## Publications
- Yalta et la naissance des blocs, Albatros (1982).
- Ni trust ni soviets, Paris, La Librairie française-Le Trident, 458 p. (1985).
- L'Éditeur emprisonné, avec Franco Freda, La Librairie française (1985).
- Le Livre noir des retraites, Le Trident (1997).
- La Droite la plus suicidaire du monde, Le Trident (1998).
- L'histoire recommence toujours, Le Trident (1998).
- La Question turque et l'Europe, Le Trident (2009).
- L'Alliance Staline-Hitler, 1939-1941, Le Trident (2011).
- Pour une libération fiscale, Le Trident (2012).
- La Faucille et le Croissant : islam et bolchevisme au congrès de Bakou, Le Trident (2015).
- (Avec Charles Culbert) La Terreur rouge : théorie et pratique avec les Documents Tchernov de 1922, Le Trident (2021).